# Архимандрит Гаврило (Димитријевић)
Гаврило (световно име Милисав Димитријевић; Букоровац, 19. октобар 1903 — Манастир Ралетинац, 13. јануар 1995) био је српски духовник, схи-архимандрит и игуман Манастира Ралетинца.

## Биографија
Схи-архимандрит Гаврило (Димитријевић) рођен је 19. октобра 1903. године у селу Букоровац код Крагујеваца. На крштењу је добио име Милисав.
У Свету Гору одлази 1938. године у својој 35 години и у Испосница Светог Саве на Светој гори у Кареји, примио монашки постриг и добио име Гаврило од светогорских стараца Митрофана и Саве.
По благослову владике жичкога Николаја Велимировића отац Гаврило одлази у Манастир Жичу код Краљева где је боравио од 1939. до 1941. године, када отац Гаврило долази у Овчар, у Манастир Јовање, где је после смрти оца Серафима служио као духовник.
Када је после рата 1947. године образована Шумадијска епархија, отац Гаврило долази у свој крај у околину Крагујевца. Насељава се у запустели Манастир Ралетинац. Обнавља га и окупља око себе младе монахе. После извесног времена, епископ Валеријан Стефановић оснива ту женски манастир, а монаси се разилазе у друге манастире. Неки од њих иду у Свету Гору. Јеромонах Гаврило остаје као духовник и даље у том манастиру.
Упокојио се мирно у Господу, коме је ревносно читавог свог живота служио, 13. јануара 1995. године у Манастиру Ралетинац.